# Nazionale maschile di calcio di Samoa
La nazionale di calcio di Samoa è la rappresentativa calcistica di Samoa ed è posta sotto l'egida della Federazione calcistica samoana.
Nella classifica mondiale della FIFA, in vigore dall'agosto 1993, ha ottenuto quale miglior risultato il 118º posto nel settembre di quell'anno, mentre il peggior piazzamento è la 204ª posizione, nel novembre 2011. Attualmente occupa il 192º posto del ranking FIFA.

## Storia
Fino al 1997 era conosciuta come nazionale di calcio delle Samoa occidentali. È una delle squadre più deboli dell'Oceania e quindi dell'intero panorama calcistico mondiale. Fa il suo esordio nella Coppa delle nazioni oceaniane nel 2012 perdendo tutte e tre le partite della fase a gironi (1 gol fatto e 24 subiti) e venendo eliminata. Ha partecipato anche alla Coppa delle nazioni oceaniane 2016, venendo comunque eliminata ancora alla fase a gironi, dopo aver totalizzato 0 punti, 0 gol fatti e 19 gol subiti.
Dopo aver vinto il girone di qualificazione, partecipa alla coppa d'Oceania 2024 venendo anche in questo caso eliminata con 0 punti.
Nelle Qualificazioni ai Mondiali 2026, Samoa parte dal primo turno dove supera in semifinale Samoa Americane con il risultato di 2-0, con le reti di Dilo Tumua e Jarvis Vaai. In finale, valida per l'accesso al secondo turno, riesce a battere Tonga ai supplementari per 2-1 grazie alle reti di Luke Salisbury e Jefferson Faamatau.

## Statistiche dettagliate sui tornei internazionali

### Mondiali
| Anno | Luogo                          | Piazzamento      | V | N | P | Gol |
| ---- | ------------------------------ | ---------------- | - | - | - | --- |
| 1930 | Uruguay                        | Non partecipante | - | - | - | -   |
| 1934 | Italia                         | Non partecipante | - | - | - | -   |
| 1938 | Francia                        | Non partecipante | - | - | - | -   |
| 1950 | Brasile                        | Non partecipante | - | - | - | -   |
| 1954 | Svizzera                       | Non partecipante | - | - | - | -   |
| 1958 | Svezia                         | Non partecipante | - | - | - | -   |
| 1962 | Cile                           | Non partecipante | - | - | - | -   |
| 1966 | Inghilterra                    | Non partecipante | - | - | - | -   |
| 1970 | Messico                        | Non partecipante | - | - | - | -   |
| 1974 | Germania                       | Non partecipante | - | - | - | -   |
| 1978 | Argentina                      | Non partecipante | - | - | - | -   |
| 1982 | Spagna                         | Non partecipante | - | - | - | -   |
| 1986 | Messico                        | Non partecipante | - | - | - | -   |
| 1990 | Italia                         | Non partecipante | - | - | - | -   |
| 1994 | Stati Uniti                    | Ritirata         | - | - | - | -   |
| 1998 | Francia                        | Non qualificata  | - | - | - | -   |
| 2002 | Giappone / Corea del Sud       | Non qualificata  | - | - | - | -   |
| 2006 | Germania                       | Non qualificata  | - | - | - | -   |
| 2010 | Sudafrica                      | Non qualificata  | - | - | - | -   |
| 2014 | Brasile                        | Non qualificata  | - | - | - | -   |
| 2018 | Russia                         | Non qualificata  | - | - | - | -   |
| 2022 | Qatar                          | Ritirata         | - | - | - | -   |
| 2026 | Canada / Stati Uniti / Messico | Non qualificata  | - | - | - | -   |

### Coppa delle nazioni oceaniane
| Anno | Luogo                  | Piazzamento      | V | N | P | Gol  |
| ---- | ---------------------- | ---------------- | - | - | - | ---- |
| 1973 | Nuova Zelanda          | Non partecipante | - | - | - | -    |
| 1980 | Nuova Caledonia        | Non partecipante | - | - | - | -    |
| 1996 | Comunità del Pacifico  | Non qualificata  | - | - | - | -    |
| 1998 | Australia              | Non qualificata  | - | - | - | -    |
| 2000 | Polinesia francese     | Non qualificata  | - | - | - | -    |
| 2002 | Nuova Zelanda          | Non qualificata  | - | - | - | -    |
| 2004 | Australia              | Non qualificata  | - | - | - | -    |
| 2008 | nessun Paese ospitante | Non qualificata  | - | - | - | -    |
| 2012 | Isole Salomone         | Primo turno      | 0 | 0 | 3 | 1:24 |
| 2016 | Papua Nuova Guinea     | Primo turno      | 0 | 0 | 3 | 0:19 |
| 2024 | Figi / Vanuatu         | Primo turno      | 0 | 0 | 3 | 2:13 |

### Giochi del Sud Pacifico
| Anno | Luogo              | Piazzamento      | V | N | P | Gol  |
| ---- | ------------------ | ---------------- | - | - | - | ---- |
| 1963 | Figi               | Non partecipante | - | - | - | -    |
| 1966 | Nuova Caledonia    | Non partecipante | - | - | - | -    |
| 1969 | Papua Nuova Guinea | Non partecipante | - | - | - | -    |
| 1971 | Polinesia francese | Non partecipante | - | - | - | -    |
| 1975 | Guam               | Non partecipante | - | - | - | -    |
| 1979 | Figi               | Primo turno      | 0 | 0 | 3 | 3:19 |
| 1983 | Samoa              | Quarti di finale | 1 | 1 | 2 | 7:8  |
| 1987 | Nuova Caledonia    | Non partecipante | - | - | - | -    |
| 1991 | Papua Nuova Guinea | Non partecipante | - | - | - | -    |
| 1995 | Polinesia francese | Non partecipante | - | - | - | -    |
| 2003 | Figi               | Non partecipante | - | - | - | -    |
| 2007 | Samoa              | Primo turno      | 2 | 0 | 2 | 9:8  |
| 2011 | Nuova Caledonia    | Non partecipante | - | - | - | -    |
| 2015 | Papua Nuova Guinea | Non partecipante | - | - | - | -    |
| 2019 | Samoa              | Primo turno      | 1 | 0 | 3 | 3:22 |
| 2023 | Isole Salomone     | Primo turno      | 2 | 0 | 2 | 14:3 |

## Commissari tecnici
- Terry Epa 1996-2001
- Vic Fernandez 2001-2002
- Malo Vaga 2002
- David Brand 2002-2005
- Falevi Umutaua 2007
- Tunoa Lui 2011
- Malo Vaga 2012-2014
- Phineas Young 2014-2016
- Scott Easthope 2016-2018
- Paul Ualesi 2019
- Matt Calcott 2021-2022
- Ryan Stewart 2023-

## Tutte le rose

### Coppa d'Oceania
Coppa d'Oceania 20121 Aitupe, 2 Setefano, 3 Kitiona, 4 Faalogo, 5 Fenika, 6 Malo, 7 Sale, 8 J. Hoeflich, 9 M. Hoeflich, 10 Gosche, 11 Ataga, 12 Saofaiga, 13 Umutaua, 14 FaKaua, 15 Asiata, 16 Esaroma, 17 Keli, 19 Amosa, 21 Hanns, 22 Hafoka, CT: Vaga
Coppa d'Oceania 20161 Matagi, 2 Hall, 3 Tagaloa, 4 Bureta, 5 Sale, 6 R. Martin, 7 Mobberly, 8 C. Martin, 9 Scanlan, 10 Fa'aiuaso, 11 Ingham, 12 Saofaiga, 13 Taylor, 14 Kapisi, 15 Gosche, 16 Alimonti, 17 Dan-Tyrell, 18 Pupi, 19 Toni, 20 Si. Malo, 21 Sa. Malo, 22 Tapelu, 23 Sikovi, CT: Easthope
Coppa d'Oceania 20241 Bartley, 2 Tolo-Kent, 3 Salisbury, 4 Wilson, 5 De Groot-Green, 6 Setefano, 7 Knight, 8 Filimalae, 9 Trainor, 10 Siamoa, 11 Gobbi, 12 Chote, 13 Vine, 14 Mariner, 15 Steinmetz, 16 Hilbron, 17 Hamilton-Pama, 18 Tumua Leo, 19 Malauulu, 20 Tumua, 21 Cahill, 22 Auvele, 23 Taupau, CT: Stewart

## Rosa attuale
Lista dei convocati del commissario tecnico Ryan Stewart per la gli incontri di qualificazione al campionato mondiale di calcio 2026 contro Samoa Americane e Tonga del 6 e 9 settembre 2024.
Presenze aggiornate dopo la Coppa delle nazioni oceaniane 2024.
| 1  | P | Joel Bartley         | 13 aprile 2005    | 7  | -15 | Sydney Utd 58             |  |  |
| 22 | P | Kirk Auvele          | 10 giugno 2006    | 0  | 0   | Vaivase-Tai               |  |  |
| 23 | P | Paul Taupau          | 31 gennaio 2001   | 1  | -2  | Franklin United           |  |  |
|    |   |                      |                   |    |     |                           |  |  |
| 2  | D | Luke Tolo-Kent       | 29 aprile 2003    | 8  | 0   | Miramar Rangers           |  |  |
| 4  | D | Taine Wilson         | 8 novembre 2004   | 7  | 0   | Nelson Suburbs            |  |  |
| 6  | D | Andrew Setefano      | 10 agosto 1987    | 23 | 0   | Lupe ole Soaga (capitano) |  |  |
| 12 | D | Harry Chote          | 4 novembre 1999   | 3  | 0   | Miramar Rangers           |  |  |
| 15 | D | Niko Steinmetz       | 20 aprile 2000    | 3  | 0   | Western Springs AFC       |  |  |
| 17 | D | Faiti Hamilton-Pama  | 17 maggio 1993    | 9  | 1   | Western Springs AFC       |  |  |
| 3  | D | Luke Salisbury       | 15 settembre 2004 | 8  | 0   | Roslyn-Wakari AFC         |  |  |
|    |   |                      |                   |    |     |                           |  |  |
| 5  | C | Kaleb De Groot-Green | 11 maggio 2002    | 6  | 0   | Christchurch United       |  |  |
| 8  | C | Jarvis Vaai          | 20 aprile 2003    | 5  | 0   | Lupe ole Soaga            |  |  |
| 13 | C | Jesse Vine           | 23 gennaio 2003   | 1  | 0   | Kemps Creek United        |  |  |
| 14 | C | Dauntae Mariner      | 25 gennaio 2000   | 8  | 0   | Nelson Suburbs            |  |  |
| 16 | C | Caleb Hilbron        | 14 ottobre 1993   | 1  | 0   | Island Bay Utd            |  |  |
| 19 | C | Alex Malauulu        | 12 marzo 2006     | 2  | 0   | Club Atlético San Jorge   |  |  |
|    |   |                      |                   |    |     |                           |  |  |
| 11 | A | Juan Gobbi           | 17 novembre 2005  | 2  | 0   | Sydney Olympic            |  |  |
| 7  | A | Darcy Knight         | 18 febbraio 2000  | 2  | 0   | Onehunga Mangere United   |  |  |
| 9  | A | Pharrell Trainor     | 20 giugno 2006    | 6  | 2   | Schott Magonza            |  |  |
| 10 | A | Greg Siamoa          | 21 agosto 2003    | 1  | 0   | Green Gully               |  |  |
| 18 | A | Michael Tumua Leo    | 15 gennaio 2003   | 5  | 5   | Lupe ole Soaga            |  |  |
| 20 | A | Dilo Tumua           | 15 marzo 2000     | 5  | 3   | Vaivase-Tai               |  |  |
| 21 | A | Kyah Cahill          | 13 marzo 2003     | 2  | 0   | Lusail                    |  |  |